# Кумасі

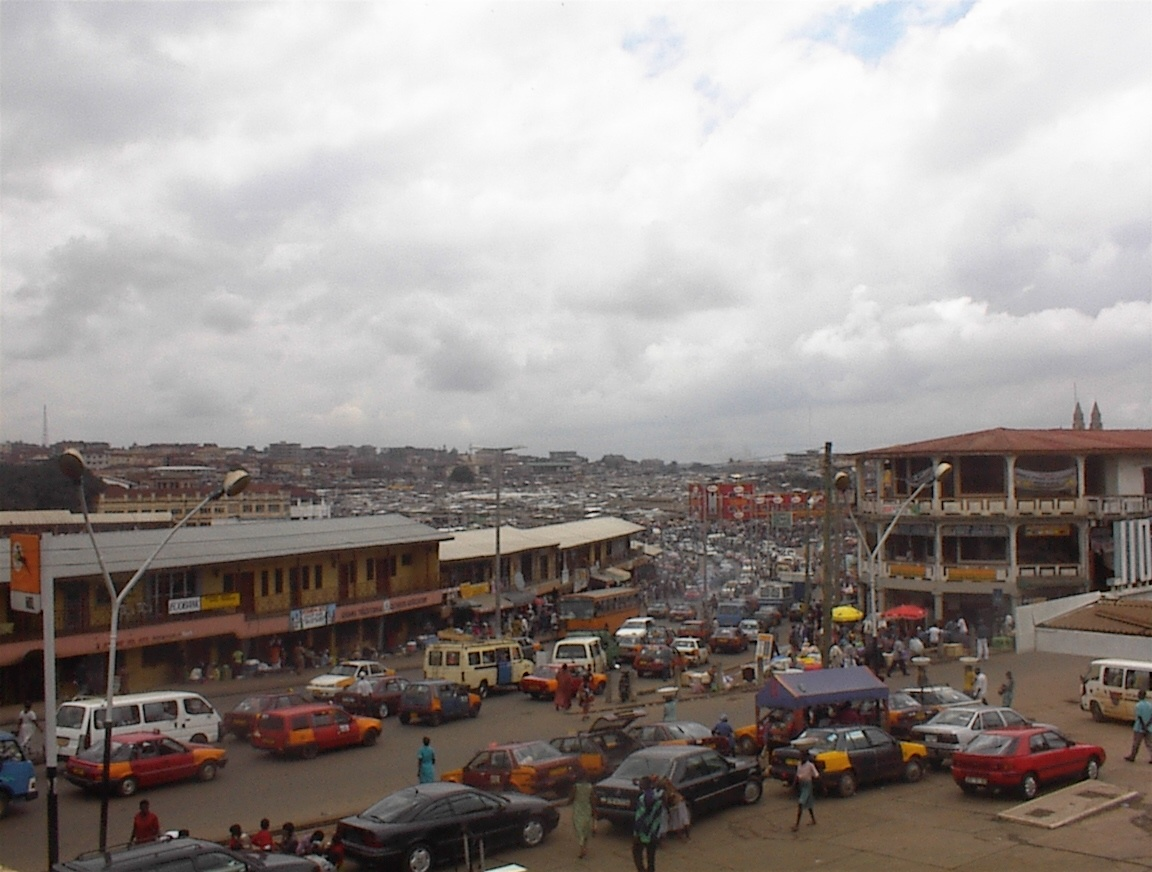
Кумасі

Кума́сі (англ. Kumasi) — місто в Гані, друге за величиною після столиці країни Аккри. Населення — 1 517 000 осіб, з передмістями — 2,5 млн (2005). Адміністративний центр ганської області Ашанті.
Поселення в цьому місці відомі ще з епохи неоліту, але статус міста Кумасі отримав з 1615 року, коли став центром Імперії Ашанті.
У місті базується один із найсильніших футбольних клубів Африки «Асанте Котоко».

## Клімат
Місто знаходиться у зоні, котра характеризується кліматом тропічних саван. Найтепліший місяць — березень із середньою температурою 27,8 °C (82 °F). Найхолодніший місяць — липень, із середньою температурою 24,4 °C (76 °F).
| Клімат Кумасі           | Клімат Кумасі | Клімат Кумасі | Клімат Кумасі | Клімат Кумасі | Клімат Кумасі | Клімат Кумасі | Клімат Кумасі | Клімат Кумасі | Клімат Кумасі | Клімат Кумасі | Клімат Кумасі | Клімат Кумасі | Клімат Кумасі |
| Показник                | Січ.          | Лют.          | Бер.          | Квіт.         | Трав.         | Черв.         | Лип.          | Серп.         | Вер.          | Жовт.         | Лист.         | Груд.         | Рік           |
| Абсолютний максимум, °C | 36            | 38            | 42            | 38            | 33            | 32            | 32            | 33            | 32            | 32            | 36            | 37            | 42            |
| Середній максимум, °C   | 28            | 29            | 29            | 28            | 28            | 27            | 25            | 25            | 26            | 27            | 27            | 27            | 27            |
| Середня температура, °C | 26            | 27            | 27            | 27            | 26            | 26            | 24            | 24            | 24            | 25            | 26            | 25            | 26            |
| Середній мінімум, °C    | 23            | 25            | 25            | 25            | 25            | 24            | 23            | 22            | 22            | 23            | 24            | 23            | 23            |
| Абсолютний мінімум, °C  | 15            | 17            | 19            | 20            | 20            | 18            | 17            | 18            | 19            | 20            | 17            | 16            | 15            |
| Днів з опадами          | 1             | 1             | 2             | 2             | 4             | 6             | 8             | 10            | 9             | 6             | 1             | 1             | 51            |
| ----------------------- | ------------- | ------------- | ------------- | ------------- | ------------- | ------------- | ------------- | ------------- | ------------- | ------------- | ------------- | ------------- | ------------- |
| Джерело: Weatherbase    |               |               |               |               |               |               |               |               |               |               |               |               |               |

## Пам'ятки
- Методистський собор Веслі

## Уродженці
- Айзек Донкор (* 1995) — ганський футболіст.

## Міста-побратими
- Алмере, Нідерланди
- Абіджан, Кот-д'Івуар
- Трейчвілль, Кот-д'Івуар
- Атланта, Джорджія, США
- Шарлотт, Північна Кароліна, США
- Колумбус, Огайо, США
- Вінстон-Сейлем, Північна Кароліна, США
- Ньюарк, Нью-Джерсі, США
- Кітченер, Канада
- Чване, ПАР
- Метіл, Шотландія, Велика Британія